# Basiseducatie
Basiseducatie is een term die zowel in Nederland als in Vlaanderen gebruikt wordt voor een vorm van onderwijs waar volwassenen met een beperkte of onafgewerkte schoolloopbaan hun basisvaardigheden kunnen opfrissen en versterken.
Wanneer volwassenen in hun dagelijkse leven, in hun werksituatie of tijdens het volgen van een (beroeps)opleiding moeite ondervinden met basisvaardigheden op vlak van taal, wiskunde, ICT of maatschappelijke vorming, dan kan het opleidingsaanbod van basiseducatie hen nieuwe kansen bieden.
Het opleidingsaanbod wordt ingedeeld in zeven leergebieden:
- Nederlands voor Nederlandstaligen
- Nederlands voor anderstaligen
- Alfabetisering in het Nederlands als tweede taal
- Rekenen/wiskunde
- Algemene vorming
- Computervaardigheden
- Opstap Frans en Engels

De Centra voor Basiseducatie in Vlaanderen organiseren opleidingen voor volwassenen die de basisvaardigheden onvoldoende beheersen om volwaardig en zelfstandig te functioneren in de samenleving, in arbeidssituaties, of om een verdere opleiding te volgen. Deze opleidingen situeren zich op het niveau van basisonderwijs en eerste graad secundair onderwijs. De opleidingen worden modulair aangeboden. Voor de modules worden deelcertificaten uitgereikt.
Cursisten die de doelen van de opleiding hebben behaald krijgen een certificaat. Elk Centrum heeft een ‘open leercentrum’. Hier kunnen cursisten extra oefeningen maken of informatie opzoeken en verwerken. Ze werken in een multimediale omgeving aan hun eigen leervraag, op hun eigen tempo.